# 早俣橋
早俣橋（はやまたばし）は埼玉県東松山市大字早俣と、同県比企郡川島町大字長楽の間を流れる都幾川に架かる埼玉県道212号岩殿観音南戸守線、および埼玉県道158号川島こども動物自然公園自転車道線の道路橋である。早俣大橋とも称される。

## 概要
都幾川の終点より0.8 kmの地点に架かり、橋長260メートル（渡河区間188メートル）幅員9.5メートル、最大支間長40メートルの7径間単純合成鈑桁橋である。歩道は上流側のみに設置されている。なお、歩道部分は川島こども動物自然公園自転車道線に指定され、自転車道（自転車歩行者道）となっている。
両側の取り付け道路（アプローチ区間）の斜路は右岸側は2径間のPC高架橋とコンクリート橋で、左岸側は2径間のPC高架橋で盛土と併用となっている。その左岸側の斜路の途中より自転車道が北方向に分岐する。堤防天端の道路から橋へは、両岸側ともアクセス不能となっている。橋の西詰には植え込みがあり、橋名が刻まれた石のモニュメントがある。
下流側の越辺川との合流点付近にある長楽落合橋が、国土交通省の許可工作物の一覧から抹消されたため、都幾川では第一橋（最下流に架かる橋）である。

## 歴史
かつては早俣橋のやや下流側にいつから存在していたかは定かではないが、「早俣の渡し」と称される渡船場が存在していた。また現在の橋の上流側の都幾川の流路が北から西に向きを変えつつある位置には天保年間より存在し、入間川およびその支流では最も北に位置する「早俣河岸」があり、江戸方面との物資の集散場で大いに賑わったが、鉄道の開通等により衰退し大正期頃に終焉した。所謂明治の大合併により1889年（明治22年）4月1日に長楽村が合併し、渡船場の左岸側が中山村となった。なお、渡船場跡は残されている。
渡船場の場所の低水路に設けられた冠水橋の早俣橋（早俣冠水橋）の老朽化に伴い、埼玉県が事業主体となり、現在の橋となる永久橋への架け替えに着手、冠水橋のすぐ川上側の位置に架設されることとなった。上部工の施工は日本車輌製造、および東日本鉄工が担当した。1975年（昭和50年）に工事の着工が行なわれ、1978年（昭和53年）完工し、1980年（昭和55年）2月20日に開通式が挙行され、渡り初めが行なわれた。総工費は11億5000万円であった。
また、長楽落合橋付近より北側に分岐するように建設された取付道路も、橋の開通よりやや遅れた同年3月中に完工され、左岸堤防沿いで長楽の集落内を通る旧道より付け替えられた。冠水橋は撤去されたが、クランク状の線形の取付道路は両岸の堤内側堤外側とも河川敷に降りる道として残されている。

## 周辺
都幾川流域沿いの自然堤防上に民家などがあり、集落を形成している以外は水田地帯である。越辺川との合流点が近いこともあり、周辺は水害の常襲地帯である。近年では2019年（令和元年）の台風19号により、近傍にあるピオニウォーク東松山が浸水したことが記憶に新しい（ピオニウォーク東松山#令和元年東日本台風による被害も参照）。右岸側の農地に都幾川遊水地の造成が計画されている。下流側に冠水橋の長楽落合橋が架けられていたが、2011年（平成23年）の水害により流失し、以降橋は復旧されず事実上の廃橋とされている。
- ライフガーデン東松山
- 正代運動公園
- 早俣集落農業センター
- 光明寺
- 世明寿寺
- 氷川神社
- 長楽堰（河川施設） - 長楽用水の取水堰

## その他
- 早俣橋は埼玉県のぐるっと埼玉サイクルネットワーク構想に基づき策定された「自転車みどころスポットを巡るルート」の「BIG公園巡りルート」の経路に指定されている[10]。

## 隣の橋
- 都幾川

（上流） - 新東松山橋 - 高野橋 - 早俣橋 - 長楽落合橋 - 越辺川に合流 - （下流）